# Ed Jones
Edward Jones (Dubái, Emiratos Árabes Unidos; 12 de febrero de 1995) es un piloto de automovilismo emiratí nacionalizado británico. Tras haber ganado el título de Indy Lights en 2016, compitió en IndyCar Series entre 2017 y 2019 y en 2021. En 2022 es piloto de Jota Sport en el Campeonato Mundial de Resistencia.

## Carrera

### Primeros años
Jones comenzó compitiendo a los nueve años de edad en karting, en donde ganó el título del campeonato de Emiratos Árabes Unidos en 2005. Logró seis títulos en varias clases antes de comenzar la campaña en Europa en 2008. Corrió en las categorías Rotax Max y KF3 hasta 2010.
En 2011 Jones hizo su debut en monoplazas en el campeonato InterSteps para Fortec Motorsport, finalizando el campeonato con un cuarto lugar en el campeonato con un triunfo. También, Jones corrió para en la Eurocopa de Fórmula Renault 2.0 y Fórmula Renault 2.0 Británica, así como la Copa Invernal de la Fórmula Renault 2.0 Británica, resultando 15.º con un cuarto lugar como mejor resultado. Jones continuó con Fortec en 2012, compitiendo la Copa de Europa del Norte de Fórmula Renault 2.0 y la Eurocopa de Fórmula Renault 2.0, terminando 20.º y 27.º en los respectivos campeonatos.
Jones siguió en Fortec en 2013 compitiendo en la Eurocopa de Fórmula Renault 2.0 logrando dos podios y el puesto 11.º de campeonato. Además compitió en la European F3 Open para Team West-Tec; a pesar de perderse la ronda inaugural, logró el campeonato con seis triunfos y 10 podios. Al año siguiente participó en la Fórmula 3 Europea para Carlin Motorsport, en donde logró dos podios en 20 carreras y terminó 13.º en la tabla general.

### Indy Lights
Para 2015 Jones cambió de aires y llegó a los Estados Unidos para competir en la Indy Lights para Carlin. Empezó las primeras tres fechas, ganando las dos carreras en San Petersburgo y Long Beach, y finalizó tercero en el campeonato. Continuó al año siguiente en la misma categoría y triunfo en Barber 1 y circuito de Indianapolis 1, además de cinco segundos lugares y 12 top 5. De esta forma, Jones logró el título sobre Santiago Urrutia en un final polémico. Durante la última vuelta de la última carrera de la temporada en Laguna Seca, Jones que estaba en quinta posición, fue ayudado por su compañero de equipo Félix Serrallés que estaba en cuarto lugar. Serralles se apartó y bajo la velocidad, de tal forma que Jones lo sobrepasó y este último saliera campeón por un margen de dos puntos.

### IndyCar
En 2017, Jones ascendió a la IndyCar Series con un Dallara-Honda de Dale Coyne Racing. Obtuvo cinco llegadas entre los diez primeros, incluido un tercer lugar en las 500 Millas de Indianápolis, para no solo terminar 14.º en el campeonato general, sino también llevarse el premio de Novato del Año de la categoría. Eso le valió que Chip Ganassi lo contrate como uno de sus pilotos para 2018. Obtuvo dos terceros lugares y ocho llegadas entre los diez primeros, siendo 13° en la tabla de pilotos.
En 2019, Jones participó de las carreras en circuitos y las 500 Millas de Indianápolis con un auto del equipo de Ed Carpenter Racing, en asociación con Scuderia Corsa. Logró un sexto lugar en el Gran Premio de Indianápolis, el único top 10 en su temporada. Culminó 20° la temporada.
Jones volvió a la IndyCar Series en 2021 para una segunda etapa en Dale Coyne Racing, ahora en un auto en sociedad con Jimmy Vasser y James Sullivan. Obtuvo un sexto puesto, un noveno y un décimo, quedando 19° en el campeonato.

### Turismos y resistencia
Para la temporada 2020, Jones iba a ser originalmente piloto de Audi en el Deutsche Tourenwagen Masters. Sin embargo, no pudo competir debido a que estuvo varado en Dubái por las restricciones de viajes debido al COVID-19.
En 2022, Jones fue contratado por el equipo Jota Sport para competir en la clase LMP2 del Campeonato Mundial de Resistencia, donde comparte vehículo con Jonathan Aberdein y Oliver Rasmussen.

## Resultados

### IndyCar Series
(Clave) (negrita indica pole position) (cursiva indica vuelta rápida)

| Año     | Equipo                               | Motor     | 1      | 2      | 3      | 4      | 5      | 6       | 7      | 8      | 9      | 10     | 11     | 12     | 13     | 14     | 15     | 16     | 17     | Pos. | Puntos |
| ------- | ------------------------------------ | --------- | ------ | ------ | ------ | ------ | ------ | ------- | ------ | ------ | ------ | ------ | ------ | ------ | ------ | ------ | ------ | ------ | ------ | ---- | ------ |
| 2017    | Dale Coyne Racing                    | Honda     | STP 10 | LBH 6  | ALA 16 | PHX 11 | IMS 19 | INDY 3  | DET 9  | DET 22 | TXS 17 | ROA 7  | IOW 18 | TOR 20 | MDO 21 | POC 17 | GTW 13 | WGL 13 | SNM 19 | 14.º | 354    |
| 2018    | Chip Ganassi Racing                  | Honda     | STP 8  | PHX 20 | LBH 3  | ALA 20 | IMS 22 | INDY 31 | DET 6  | DET 3  | TXS 9  | ROA 9  | IOW 13 | TOR 12 | MDO 15 | POC 12 | GTW 8  | POR 24 | SNM 10 | 13.º | 343    |
| 2019    | Ed Carpenter Racing Scuderia Corsa   | Chevrolet | STP 21 | COA 14 | ALA 19 | LBH 16 | IMS 6  | INDY 13 | DET 20 | DET 14 | TXS    | ROA 22 | TOR 12 | IOW    | MDO 13 | POC    | GTW    | POR 14 | LAG 23 | 20.º | 217    |
| 2021    | Dale Coyne Racing w/ Vasser-Sullivan | Honda     | ALA 15 | STP 20 | TXS 12 | TXS 22 | IMS 14 | INDY 28 | DET 9  | DET 17 | ROA 23 | MDO 26 | NSH 6  | IMS 14 | GTW 24 | POR 11 | LAG 10 | LBH 12 |        | 19.º | 233    |
| Fuente: |                                      |           |        |        |        |        |        |         |        |        |        |        |        |        |        |        |        |        |        |      |        |

### 24 Horas de Le Mans
| Año     | Equipo     | Copilotos                          | Automóvil       | Clase | Vueltas | Pos. | Pos. Clase |
| ------- | ---------- | ---------------------------------- | --------------- | ----- | ------- | ---- | ---------- |
| 2022    | Jota Sport | Jonathan Aberdein Oliver Rasmussen | Oreca 07-Gibson | LMP2  | 368     | 7.º  | 3.º        |
| Fuente: |            |                                    |                 |       |         |      |            |